# Luis de Olod

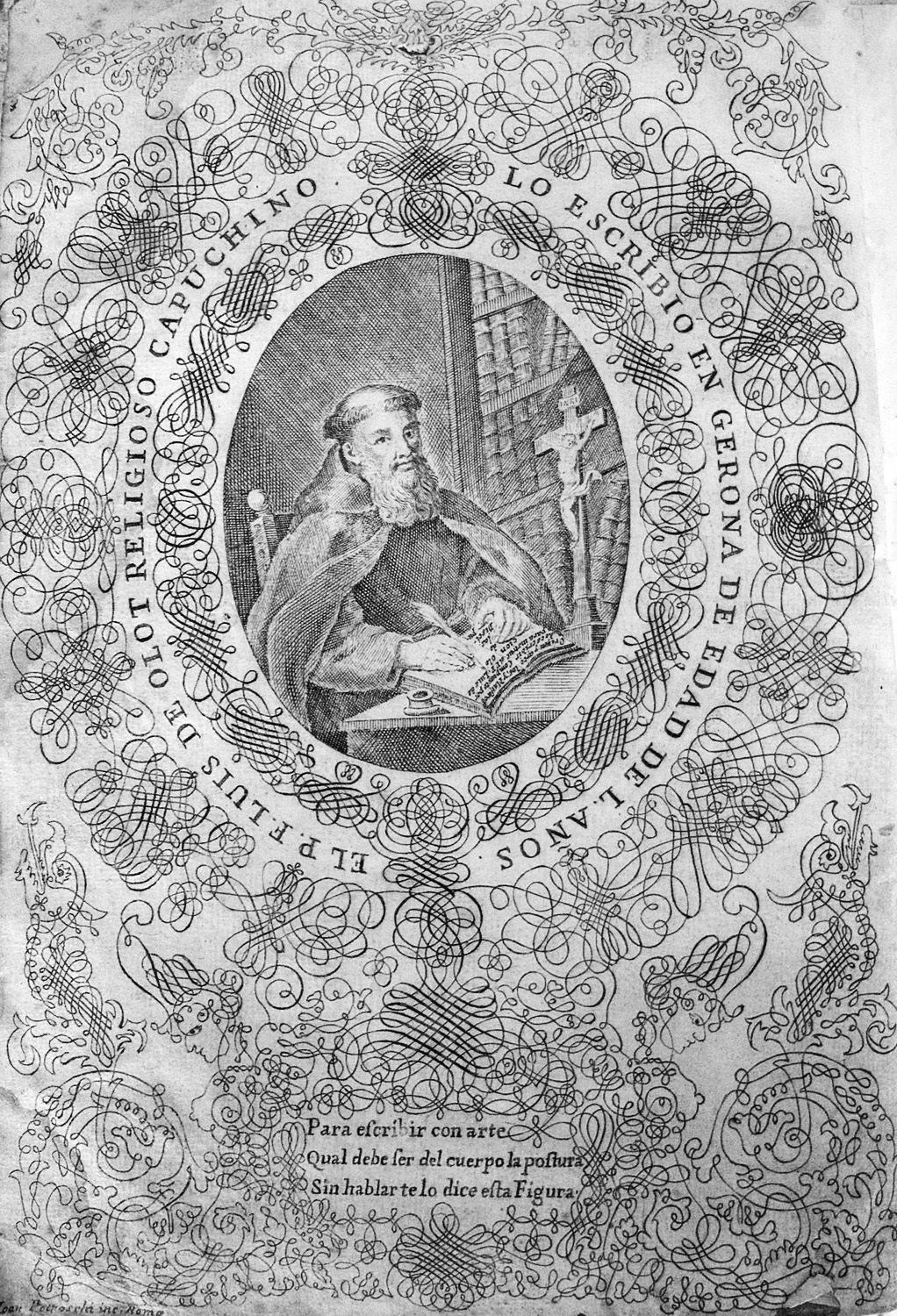
Frontispicio con el retrato del autor del Tratado del origen y arte de escribir bien: ilustrado con veinte y cinco laminas / su autor... Luis de Olod..., Gerona: en la imprenta de Narciso Oliva, [1766]. Universidad de Navarra. Inscripción en la orla: «El P. F. Luis de Olot religioso capuchino lo escribió en Gerona de edad de L años».

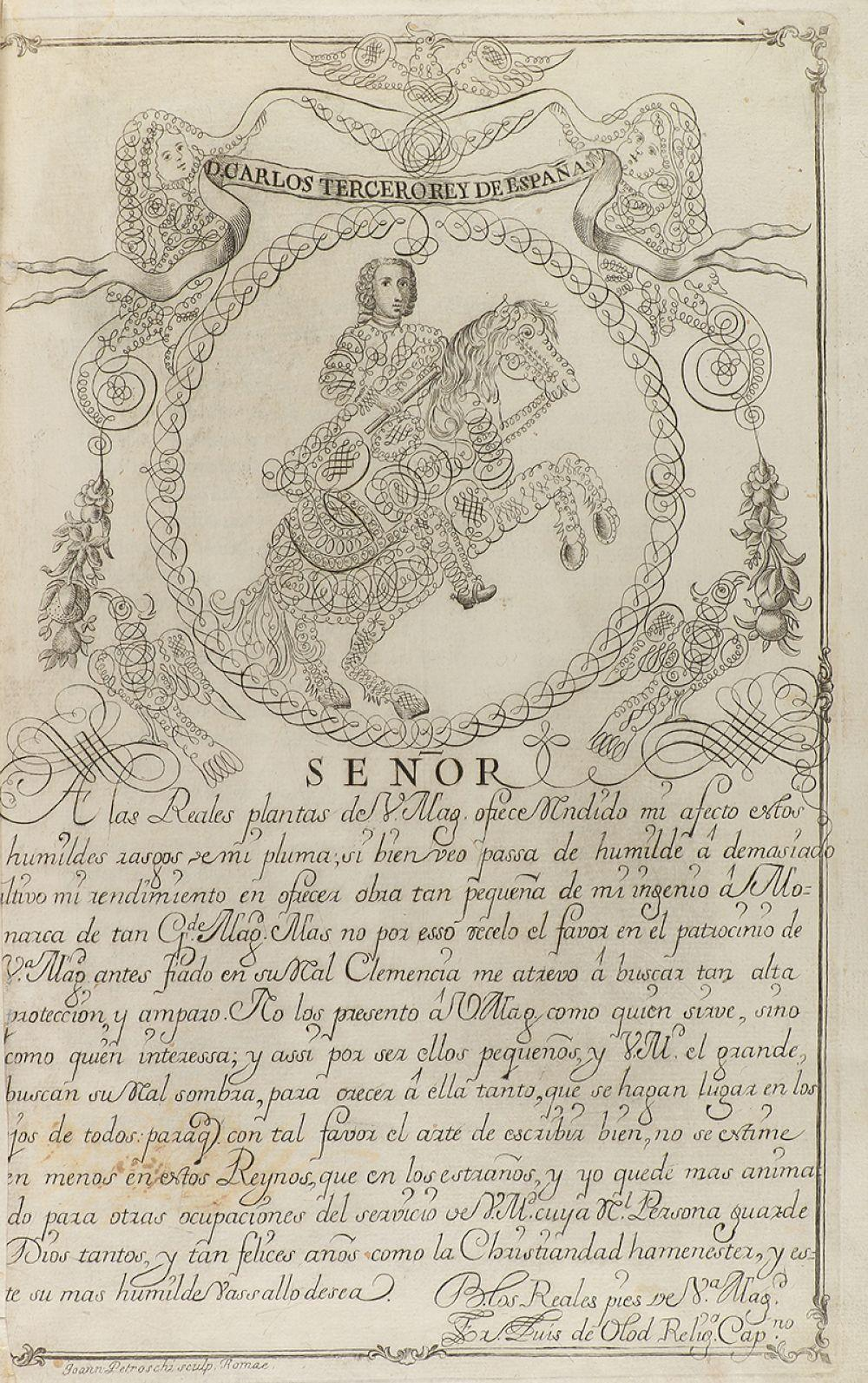
Tratado del origen y arte de escribir bien, dedicatoria a Carlos III.

Luis Basols y Bastons, en religión fray Luis de Olod o de Olot (Olot, 1720-8 de mayo de 1794) fue un fraile capuchino y calígrafo español.
Hijo de un tintorero, fue bautizado en la parroquia de San Esteban de Olot el 1 de febrero de 1720. En abril de 1735 tomó el hábito capuchino con el nombre de Luis de Olod. Tenía un hermano, de nombre Francisco Basols y Bastons, que corrió con la financiación de las dos ediciones de su Tratado del origen y arte de escribir bien, en el que también aparecen en los preliminares un Valentín de Olod, predicador en el convento de capuchinos de Barcelona, firmante de una de las aprobaciones, y Esteban de Olod, provincial de la Orden en Cataluña y quien otorga la licencia para su impresión, que Cotarelo creyó que podría tratarse de otro hermano o de un pariente. Según se desprende de los datos biográficos que él mismo facilitó en su obra y por los lugares donde van fechadas las láminas se sabe que en 1760 y 1761 residía en el convento de capuchinos de Figueras, del que pasó al de Gerona y más adelante al de Barcelona en el que se encontraba al salir la primera edición de su libro, en 1766, desempeñando el cargo de bibliotecario. 
Para abrir los grabados de las láminas, quejándose de la escasez de grabadores en España y recordando que José de Casanova reprochó a los grabadores haber deslucido las suyas, recurrió al italiano Giovanni Petroschi (1715-1766), de quien tenía buenas referencias, y le envió veinte muestras de las veinticinco que finalmente salieron publicadas, pero tampoco quedó satisfecho con el resultado pues se las devolvió, decía, «tan desfiguradas, imperfectas y ajenas del original, que, á no conocerlas por la materia, las desconociera en la forma». De las restantes una lleva la firma del grabador catalán Francisco Boix.
En cuanto a la calidad de su escritura, Manuel Rico recoge un testimonio muy negativo, que le atribuye gran responsabilidad en la decadencia del arte de escribir, con su «desordenada y ridícula letra pseudo-redonda». Cotarelo le reprocha falta de originalidad, encontrando únicamente de interés las explicaciones sobre el origen y formación de la letra bastarda moderna o pseudorredonda, que para Olod era la más perfecta, y si como calígrafo no demuestra gran habilidad, según Cotarelo, mejora como adornista, «al menos sus ángeles y pájaros están hechos con mayor gracia y aun los lazos y giros que rodean su retrato no desagradan á la vista». Para Galende, por último, el mayor interés se encuentra en el capítulo final, en el que se ocupó de la criptografía, escritura secreta o idiografía, con la descripción teórica y práctica del sistema de sustitución simple.
Las ideas pedagógicas que se pueden espigar en el tratado, aun no siendo un tratado de pedagogía, han sido estudiadas por Sabaté que las tacha de conservadoras: el primer fin del maestro ha de ser la enseñanza del temor de Dios para que sus alumnos salgan aprovechados en virtud, letras y urbanidad. Padre y director espiritual, el maestro ha de basar su trato con los alumnos en el amor, al modo como el párroco con sus feligreses, lo que implica también suavidad y paciencia antes de aplicar los castigos, no dejándose llevar por la cólera y valiéndose como estímulo de los premios mejor que de la vara, que tiene por acción servil que en nada aprovecha, aunque no descarta otros castigos físicos, como poner al alumno de rodillas con los brazos en cruz.

## Obra
- Tratado del origen y arte de escribir bien: ilustrado con veinte y cinco láminas. Obra utilísima para que así maestros, como discípulos y quantos se hallaren estudiosos de escribir bien puedan con facilidad aprender todas las formas de Letras que usamos en España, así modernas, como antiguas: Griegas, Hebreas, Syriacas, Caldeas, Samaritanas, Árabes, &. Dedícase al Rey nuestro señor don Carlos III, (que Dios guarde) / su autor el R. P. Fr. Luis de Olod Bibliotecario del Real Convento de Santa Madrona de PP. Capuchinos de Barcelona. En Gerona, en la imprenta de Narciso Oliva [1766], a costa de Francisco Basols y Bastons, hermano del autor.[9] Hay una segunda edición en Barcelona, en la imprenta de Carlos Sapera.[10]